# Xbox (varumärke)
Xbox är ett varumärke inom datorspel som ägs av Microsoft. I varumärket ingår en serie spelkonsoler, datorspelsvarumärken, streamingtjänsten Xbox Cloud Gaming, och onlinetjänster som Xbox Network och Xbox Game Pass. Varumärket introducerades 2001 vid släppet av Microsofts första spelkonsol, Xbox. Sedan 2022 hanteras det av Microsoftdivisionen Microsoft Gaming.

## Produkter

### Spelkonsoler och hårvara
- Xbox (2001) [3]
- Xbox 360 (2005) [4]
  - Xbox 360 Slim (2010)
  - Xbox 360 Elite (2013)
- Kinect (2010)
- Xbox One (2013) [5]
  - Xbox One S (2013)
  - Xbox One X (2017)
- Xbox Series X/S (2020) [6]

### Datorspel
Det har släppts både första- och tredjepartsutvecklade spel till varje konsol. Microsofts egna spel har getts ut av förlaget Xbox Game Studios. Spel som använt Xbox- eller Xbox Live-varumärkena har även släppts till andra plattformar.

### Internettjänster
- Xbox Network (tidigare Xbox Live)
- Xbox Game Pass
- Xbox Cloud Gaming
- Xbox App